# Neuenhaus
Neuenhaus là một thị xã ở huyện Grafschaft Bentheim trong bang Niedersachsen.. Neuenhaus nằm bên sông Vechte gần biên giới với Vương quốc Hà Lan và khoảng 10 km về phía tây bắc của Nordhorn, và 30 km về phía bắc của Enschede.